# JEDEC Solid State Technology Association

Logo

Die JEDEC Solid State Technology Association (kurz JEDEC) ist eine US-amerikanische Organisation zur Standardisierung von Halbleitern. Sie wurde früher Joint Electron Device Engineering Council genannt.
Die JEDEC war ein Mitglied der 2011 aufgelösten Electronic Industries Alliance (EIA) und hat im Wesentlichen etwa 300 weltweite Halbleiterhersteller als Mitglieder, dazu gehören beispielsweise Intel, die Robert Bosch GmbH oder TSMC, aber auch Microsoft (2022).

## Geschichte
Die Geschichte der JEDEC beginnt 1924 mit der Gründung der Associated Radio Manufacturers (ARM), die für 50 Radioproduzenten ein Gremium zur Standardisierung rund um die Radioproduktion (inklusive Preiskartell) in Chicago bot. Die ARM wurde schon wenige Wochen später in Radio Manufacturers Association (RMA) umbenannt, dem Vorläufer der EIA. 1926 wurde eine weitere Organisation, die National Electrical Manufacturers Association (NEMA) gegründet, die 1944 zusammen mit der RMA den Joint Electron Tube Engineering Council (JETEC) gründete. 1950, als Antwort auf die wachsende Popularität des Fernsehens, wurde die RMA zur Radio Television Manufacturers Association (RTMA), die sich auch schon mit Halbleitern beschäftigte. 1953 folgte die nächste Anpassung an die Entwicklung, indem der Name in Radio Electronics Television Manufacturers Association (RETMA) umgewandelt wurde. 1956 kam dann eine Abteilung, die sich nur mit Halbleitern beschäftigte.
1957 wurde die RETMA dann zur Electronic Industries Alliance (EIA), um den allumfassenden Anspruch auf die Elektronik zu dokumentieren. 1958 wurde die JETEC in zwei Gremien aufgespaltet und in Joint Electron Devices Engineering Councils (JEDEC) umbenannt, wobei sich das eine als JEDEC Tube Council mit den herkömmlichen Röhren beschäftigte und das andere als JEDEC Semiconductor Council mit Halbleitern. Nachdem sich seit 1965 ein Untergremium um die Mikroelektronik gekümmert hatte, wurden beide 1970 zur Solid State Products Division (SSPD) zusammengeschlossen. 1977 wurden die Röhren ausgegliedert, daraus wurde das Tube Electron Panel Advisory Council (TEPAC). Die Mehrzahl der Councils war damit Geschichte, die NEMA zog sich jedoch aus der Finanzierung zurück.
Im März 1998 wurde das Gremium in eine Abteilung der EIA überführt und in JEDEC Solid State Technology Division umbenannt. Schon im November des gleichen Jahres wurde aus der Abteilung eine ebenbürtige Gesellschaft mit dem derzeit endgültigen Namen JEDEC Solid State Technology Association. Sie war unter dem Dach der EIA gleichberechtigt mit Gesellschaften wie Consumer Electronics Association (CEA), Telecommunications Industry Association (TIA), Electronic Components and Assemblies, Equipment and Supplies Association (ECA) und Government Division and the Electronic Information Group (GEIA).

## Aufgaben
Die JEDEC hat eine Vielzahl unterschiedlichster Aufgaben an sich gezogen, unter anderem:
- Standardisierung bestimmter Arbeitsspeicher-Bausteine (RAM) für Computer, so etwa SDRAM[6] oder DDR-SDRAM[2]
- Standardisierung von physischen und logischen digitalen Schnittstellen elektronischer Schaltkreise und Baugruppen[7]
- Standardisierung von Gehäuseformen für elektronische Bauteile
- Qualitätsstandards mit Testvorschriften
- Standardisierung für neue Technologien der bleifreien Produktion[2]  (siehe hierzu RoHS-Richtlinien)
- Standardisierung für Solid State Drives

## Dateiformat
JEDEC ist auch das Standard-Datenformat zur Programmierung von GAL- und PAL-Halbleitern. Es ist in der JEDEC-Norm JESD3 beschrieben und hat die Dateiendung .jed.
Die Dateien ähneln dem Intel-HEX-Format. Es handelt sich um ASCII-Textdateien, die zum HEX-Format konvertiert werden können. Im Wesentlichen ist in den Dateien die Matrix der programmierbaren Sicherungen (englisch Fuse) enthalten.